# إشارة تماثلية
الإشارة التماثلية أو الإشارة التمثيلية أو الإشارة التشابهية أو الإشارة التناظرية أو الإشارة القياسية (بالإنجليزية: Analog signal)‏ هيَ أية إشارة متغيرة ومتصلة في الوقت والإتساع. أو عامة ومن منطلق رياضياتي أن قيم الدالة غير قابلة للعد. وتختلف الإشارة التماثلية عن النظام الرقمي في أن التموجات أو التغيرات الطفيفة في الإشارة التماثلية مهمة وقد تنتج عنها أخطاء كثيرة. ومع أن المصطلح «إشارة تماثلية» يستعمل على الأغلب في مجال الإلكترونيات فإن الأنظمة الميكانيكية وأنظمة نيوماتيك (تعمل بالضغط الهوائي) والهيدروليك أيضا تعمل بواسطة إشارات تماثلية.
في مجال الإلكترونيات التناظرية أصبح استخدام الإشارات الرقمية هو الغالب وقل استخدام الإشارات التماثلية.

## في الاتصالات
اتصالات الإشارات التماثلية أو التناظرية وهي التي تكون فيها قيم الإشارة المُرسلة أو المستقبلة على شكل تموجات متناظرة (منحنى على سبيل المثال) ومن أمثلتها الراديو، التلفزيون التماثلي. وكانت تكنولوجيا الاتصالات والبث أول ما بدأت تستعمل طريقة إرسال واستقبال الإشارات التناظرية. وهي قليلة الجودة فهي تتعرض للشوشرة بسهولة لذلك ابتكرت تكنولوجيا الإشارات الرقمية التي تفوقها بكثير.
تستخدم الإشارة التماثلية بعض خصائص الوسط الناقل لتحمل معلومات الإشارة، فمثلا، كهربائيا فإن هذه الخصائص تكون عادة الفولتية والتردد والتيار والشحنة. ويمكن استخدام الإشارة التماثلية لنقل أية نوع من المعلومات.
غالبا ما تنتج الأشارة عن طريق التغيرات في الظواهر الفيزيائية كالصوت والإضاءة والحرارة والموقع والضغط ويتم أحداث هذه التغيرات باستعمال أي نوع من أنواع المحولات أو مولدات الإشارة ومثال عليها الميكروفون والسماعة. وللتوضيح فمثلا في عملية تسجيل صوت تماثلي فإن التغير في شدة ضغط الصوت الواقع على الميكروفون يخلق تغيرا في اتساع فولتية التيار المارّ فيه. ومن ثم فإن الارتفاع في درجة الصوت تجعل التغيرات في اتساع الفولتية تزداد مع الحفاظ على التواتر. ولتوليد الصوت التماثلي يتم تحميل الإشارة التماثلية عبر إشارة أخرى لكي تنقل ويتم تسجيلها عبر الوسط الفيزيائي. وتستخدم للتعديل طرق منها تعديل الإتساع (AM) وتعديل الذبذبات (FM).
طبيعيا فإن معظم الإشارات تكون تماثلية قبل تحويلها إلى إشارة رقمية، وقد كانت دقة ونوعية تسجيل وإرسال الإشارة التماثلية أعلى من الإشارة الرقمية حتى وقت قريب جدا لأسباب منها متطلبات الحفاظ على الذاكرة وتكلفة التخلص من التسجيلات الرقمية السابقة وحتى الآن قد تكون دقة ونوعية بعض الإشارات التماثلية أعلى من الإشارة الرقمية وقد تجد أن بعض الأستوديوهات أو شركات التسجيل لا تزال تفضل التسجيل باستعمال الإشارة التماثلية للنسخ الأصلية ومن ثم تحويلها إلى إشارة رقمية.
ولكن وحيث أن الإشارة التماثلية تعتمد على الوسط الناقل فإن من سيئاتها أنها معرضة بشكل كبير للضجيج وللتغير في خصائص الموجة عند انتقالها عبر مسافات كبيرة أو عند إعادة تسجيل الإشارة لمرات عديدة وعادة فإن التخلص من التشوهات والضجيج في الإشارة التماثلية يكون صعبا جدا حيث أن أية تعديل على الإشارة الأصلية سينتج عنه أيضا تعديل على إشارة الضجيج.